# Ferrari 250 GTO
Ferrari 250 GTO — гоночный автомобиль категории GT, разработанный Ferrari в 1961 году для участия в гонках чемпионата World Sportscar Championship под новые правила, вступающие в силу с сезона 1962 года и разрешающие участие в данном чемпионате только автомобилям категорий Touring Car и GT (т.е. без автомобилей категории Sport Car) при сохранении действующего с 1958 года ограничения на объем двигателя в 3 литра.
Индекс модели 250 GT-O по принятой в Ferrari на момент создания автомобиля политике обозначения моделей означает объем одного цилиндра в куб.см., «GTО» — Gran Turismo Omologata (с итал. — «омологированный»).
Модель производилась небольшими сериями в период 1962-1964 годов. Общий объём производства — 37 единиц. Цена в США — $18000.

## Конструкция автомобиля
Автомобиль разработан на модифицированном под рулевой механизм типа винт-гайка с усилителем, дисковые тормоза и телескопические амортизаторы старом шасси тип-508 1955 года в его короткобазной версии «SWB» с базой в 240 см. Омологационные требования периода 1960-1965 годов к автомобилям категории GT (группа 3) предписывали минимальный выпуск не менее 100 единиц в год, что в случае 250 GTO не было выполнено Ferrari. Однако в Ferrari декларировали, что 250 GTO формально является не новой моделью, а лишь модификацией существующей гоночной модели 250 GT SWB 1959 года, выпущенной в количестве 165 единиц, а значит требование минимального выпуска в 100 единиц в данном случае выполнено.
Стилистика кузова 250 GTO в общем схожа со стилистикой кузова 250 GT SWB. В отличие от заказа кузова у Pinin Farina, в Ferrari решили впервые разработать кузов сами, что и было сделано группой инженеров под руководством Джотто Биццарини, причём так же впервые в Ferrari использовали для поиска оптимальных линий кузова аэродинамическую трубу. Материал кузова — алюминий.
За технику отвечала группа инженеров под руководством Карло Кити, бывшего в Ferrari в тот период шеф-конструктором. В создании автомобиля принял участие будущий шеф-конструктор Ferrari Мауро Форгьери.
Двигатель — так называемый 3-литровый Colombo V-12, в его наиболее форсированной версии Testa Rossa. Трансмиссия — механическая, классического типа (коробка передач сблокирована с двигателем). Передняя подвеска — независимая двухрычажная, пружинная. Задняя подвеска — зависимая на неразрезном мосту и продольных тягах, пружинно-рессорная. Амортизаторы — телескопические. Тормоза — дисковые. Колёсные ступицы — Rudge-Whitworth с центральной гайкой. Колёса — спицованные Borrani, 6×15 спереди и 7×15 сзади.
Хотя автомобиль категории GT формально является дорожным, в случае 250 GTO никакая дорожная эксплуатация практически не предполагалась, и автомобиль выпускался только в гоночной версии, дополненный каркасом безопасности в виде П-образной трубы позади сидений и диагональных распорок. Багажник как таковой был занят 133-литровым бензобаком и конструктивными элементами усиления кузова. Чисто дорожным аналогом 250 GTO можно считать модель Ferrari 250 GTL 1962 года.
В тестировании автомобиля были заняты Стирлинг Мосс и Вилли Мэресс. Не исключено, что если бы не авария Мосса в Гудвуде весной 1962 года, положившая конец его гоночной карьере, Мосс впервые поехал бы на гонках за Ferrari.

## Спортивные результаты
В рамках двух чемпионатов World Sportscar Championship сезонов 1962 и 1963 годов, проводившихся F.I.A. только для автомобилей категории GT, автомобиль позволил выиграть Ferrari оба раза в зачёте GT+2.0, причём в 1962 году автомобили Ferrari выиграли все гонки в абсолюте, хотя и не только с 250 GTO.
В восьми гонках четырёхэтапного первенства Challenge Mondial, ставшего в сезонах 1962 и 1963 годов неофициальным чемпионатом мира для исключённых из зачёта World Sportscar Championship автомобилей категории Sport Car (Prototype), в очной борьбе с ними 250 GTO заняла 3 вторых и 3 четвёртых места в абсолютном зачёте, в том числе 5 раз первое место в категории GT (1 раз выиграла Porsche). А в чемпионате WSC сезона 1964 года, вновь, как и до 1962 года, проводившемся для автомобилей всех категорий, на 250 GTO были выиграны два этапа чемпионата в абсолюте:
- 24 часа Дайтоны 1964. 1 этап чемпионата. Экипаж — Фил Хилл, Педро Родригес.[9]
- 500 км Спа 1964. 4 этап чемпионата. Экипаж — Майк Паркс.[10]

Суммарно, 250 GTO в разных количествах был заявлен на 237 гонок различного уровня в период 1962-1968 годов, и выиграл 56 из них в абсолюте и 80 в своём классе.

## Современные оценки автомобиля
В 2004 году журнал Sports Car International поместил 250 GTO на восьмое место в списке «Лучших машин 60-х годов», а журнал Motor Trend Classic назвал её «лучшей Феррари из когда-либо выпущенных».
В августе 2014 года Ferrari 250 GTO, на которой в 1962 году в Монлери разбился Анри Орейе, была продана за 38,1 млн долларов.
В августе 2018 года раритетный Ferrari 250 GTO красного цвета был продан за 48,4 млн долларов на аукционе Sotheby’s. Транспортное средство на продажу выставил бывший сотрудник корпорации Microsoft Грег Уиттен.